# Jean Roger de Beaufort
Jean Roger de Beaufort, fils de Marie de Chambon et de Guillaume II Roger, est le neveu de Clément VI et le frère de Grégoire XI, deux des plus illustres papes d’Avignon. Évêque de Carpentras, il accède aux titres d'archevêque d'Auch puis de Narbonne, après que son frère a ceint la tiare pontificale. Il meurt en 1391, lors du Grand Schisme d'Occident, fidèle à l'obédience d'Avignon.

## Biographie
Jean Roger de Beaufort est le fils de Marie de Chambon et de Guillaume Roger comte de Beaufort, frère du pape Clément VI, et le frère du pape Grégoire XI, de Guillaume III Roger de Beaufort et l'oncle de Raymond de Turenne. Il est prévôt de Saint-Pierre de Lille, au diocèse de Tournai, lorsqu'il accède au titre épiscopal en 1353. 

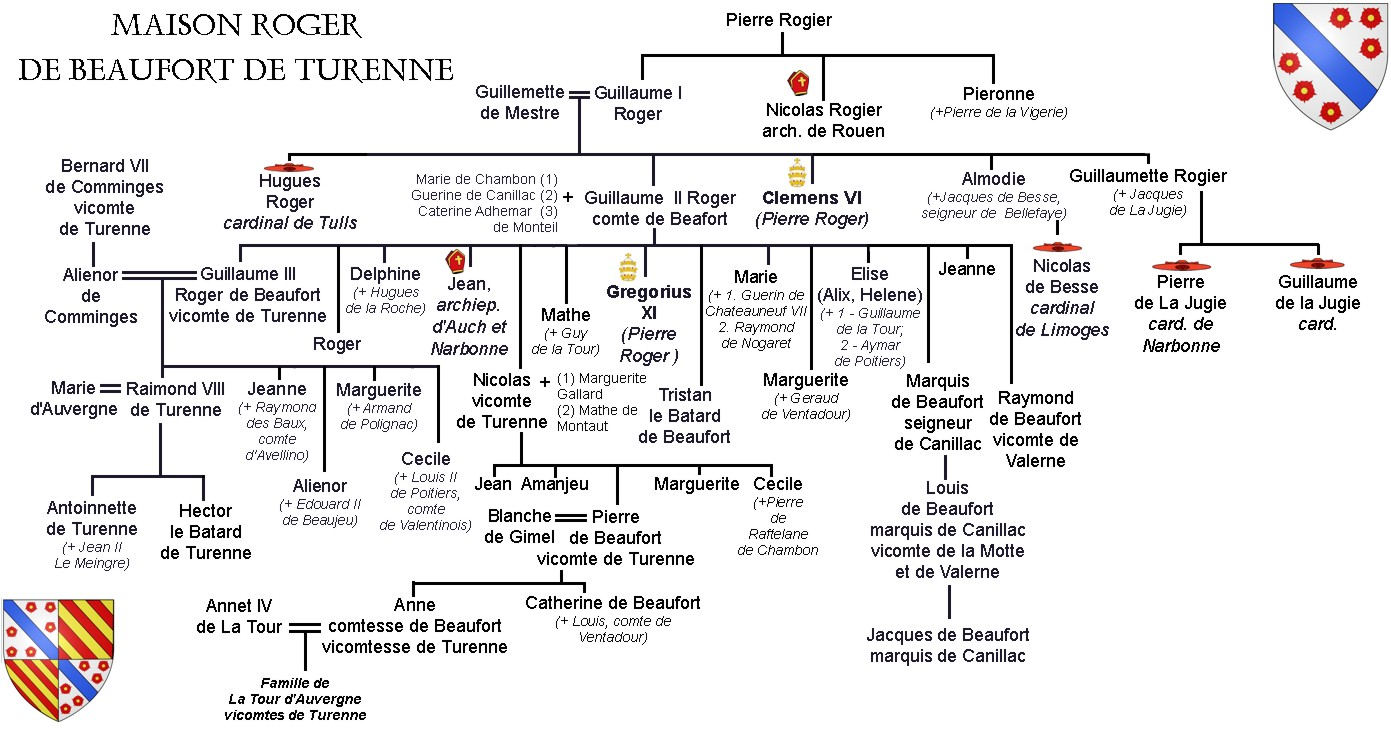
Généalogie des Roger et Roger de Beaufort

### Évêque de Rieux et de Carpentras
Promu évêque de Rieux le 15 mai 1353, il est ensuite transféré sur le siège éoicopal de Carpentras, le 18 janvier 1357. La plus vieille synagogue de France en service remonte pour ses plus anciens murs au XIVe siècle et se trouve à Carpentras. Elle fut construite dès 1361 avec l'accord de l’évêque Jean Roger de Beaufort, dit Flandrini. L'évêque de Carpentras autorisait les Juifs à posséder une synagogue (uno escolo) et en fixait les dimensions L = 5 toises, l = 4 toises et H = 4 toises. Six ans plus tard, le même évêque octroyait aux Juifs carpentrassiens le droit d'avoir leur cimetière.

### Archevêque d'Auch et de Narbonne
Lorsque son frère devint pape, il fut nommé archevêque d'Auch, le 27 juillet 1371, puis de Narbonne, le 27 août 1375.
Il assuma en fin de carrière des missions diplomatiques pour le Saint-Siège : le chroniqueur pisan, Ranieri Sardo, note en effet sa présence au congrès de Sarzana, en mars 1378, lors des négociations entre Grégoire XI et la cité de Florence.
Les traces d'éventuels passages à Auch sont ténues. Les archives du Gers conservent sous la côte AD 32, AA3, une lettre de pardon adressée par Jean Roger aux Auxitains ayant violé le cloître de Sainte-Marie-d'Auch.

## Héraldique
| Blason de Rosiers d'Egletons (Corrèze) | Les armes de Jean Roger de Beaufort se lisent D’argent à la bande d’azur accompagné de six roses de gueules, trois en chef en orle, trois en pointe de bande |